# Magistralinis kelias A13

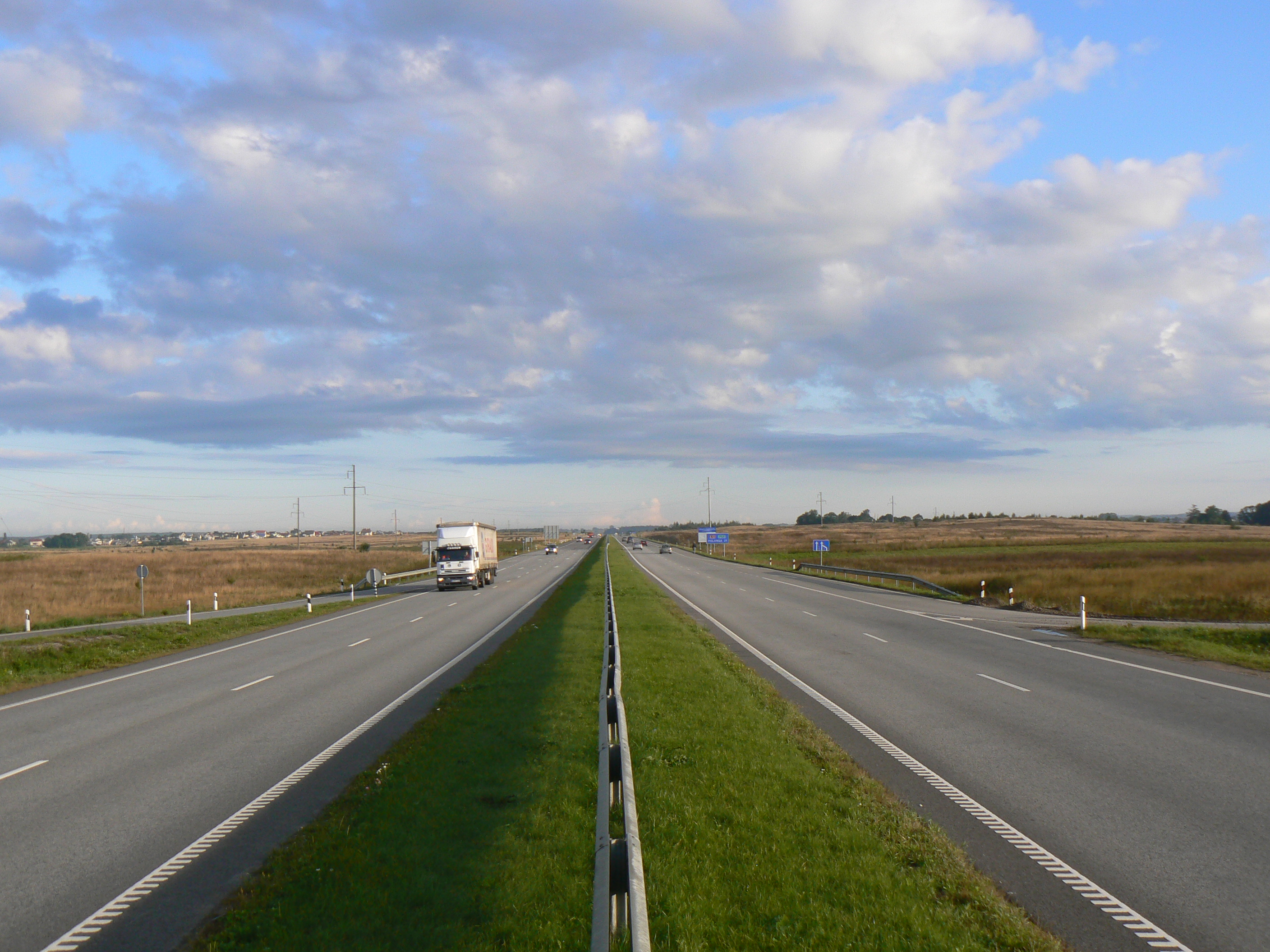
Die Straße bei Klaipėda (2010)

A13 ist eine Fernstraße in Litauen. Sie ist zwischen Klaipėda (Memel) und Palanga Teil der Europastraße 272.

## Verlauf
Die parallel zum Ostseestrand verlaufende Straße verbindet Klaipėda (Memel), den nördlichen Ausgangspunkt der Europastraße 85, über die Stadt Palanga, wo die Fernstraße Magistralinis kelias A11 nach Šiauliai (Schaulen) an der Europastraße 77 abzweigt, mit der Grenze zu Lettland bei Būtingė. Auf lettischer Seite setzt sie sich als Autoceļš A11 nach Liepāja (Libau) fort.
Die Länge der Straße beträgt rund 45 km.